# Hyposcada flora
Hyposcada flora är en fjärilsart som beskrevs av Berg 1897. Hyposcada flora ingår i släktet Hyposcada och familjen praktfjärilar. Inga underarter finns listade i Catalogue of Life.